# Староничи
Староничи (серб. Старонићи) — населенный пункт (деревня) в общине Чайниче, который принадлежит энтитету Республике Сербской, Босния и Герцеговина. По результатам югославской переписи населения 1991 года в Староничах проживало 218 человек. Староничи расположены на границе с Черногорией.

## Население
Населении деревни составляют сербы, других народностей нет.